# Osiedle Targowisko

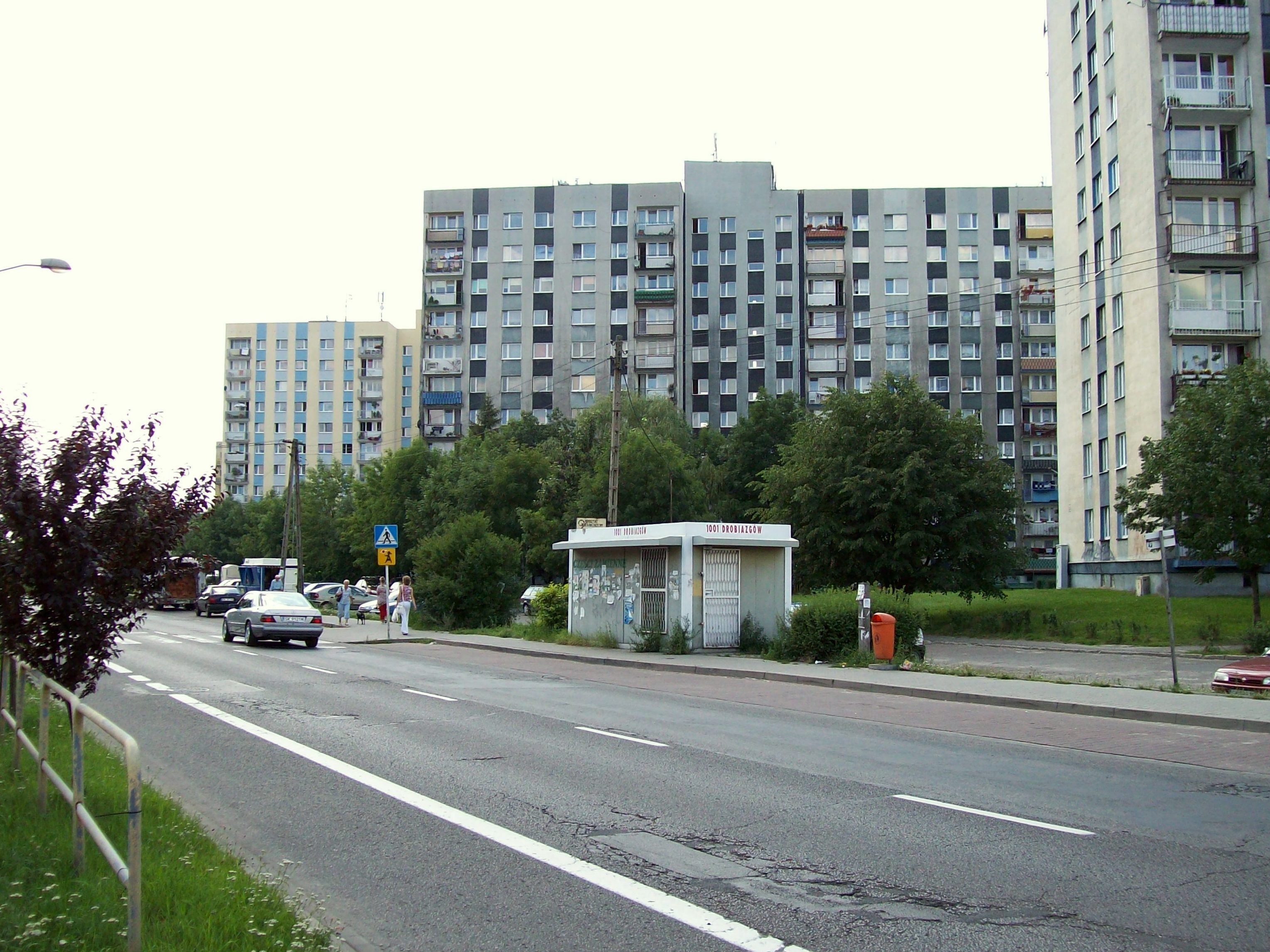
Fragment osiedla w 2007 roku od strony ul. gen. Waltera-Jankego

Osiedle Targowisko – osiedle mieszkaniowe w Katowicach, położone na terenie dzielnicy Piotrowice-Ochojec, wybudowane w latach 1977–1980 w rejonie dzisiejszej ulicy gen. Z. Waltera-Jankego. Zostało ono zaprojektowane przez Zygmunta Fagasa, a zarządzane jest przez Spółdzielnię Mieszkaniową Silesia. 

## Historia
Pierwotnie obszar obecnego osiedla znajdowały się pola uprawne, a w latach 60. XX wieku duża wojewódzka giełda owocowa. Początki zaś powstania osiedla Targowisko w katowickiej dzielnicy Piotrowice sięgają lat 70. XX wieku. Budowę osiedla rozpoczęto w marcu 1977 roku, a samo zaś osiedle zaprojektował Zygmunt Fagas. W dniu 13 listopada 1979 roku odbyło się zebranie członków założycieli Spółdzielni Mieszkaniowej Silesia w Katowicach, w których wybrano statutowych władz spółdzielni. Spółdzielnia ta stała się zarządcą osiedla. Budowę osiedla Targowisko zakończono w 1980 roku. Rok później, w 1981 roku na terenie osiedla oddano do użytku budynek obecnego Miejskiego Przedszkola nr 84 w Katowicach.
Osiedle to, wraz z osiedlami: Odrodzenie i Poprzeczna, zostały wybudowane jako część zespołu nowych osiedli mieszkaniowych przewidzianych na około 100–120 tysięcy osób, lecz dalszy rozwój wyhamował kryzys, przez co zrealizowano niewielkie jego plany.

## Charakterystyka
Osiedle Targowisko położone jest w Katowicach, na terenie dzielnicy Piotrowice-Ochojec, pomiędzy ulicami: Szewską, Jastrzębią, Zbożową, Targową i gen. Z. Waltera-Jankego. Składa się ono z wielokondygnacyjnych budynków mieszkalnych, a administrowane jest przez Spółdzielnię Mieszkaniową Silesia. Administracja osiedla Targowisko znajduje się przy ulicy A. Fredry 5.
Na osiedlu, przy ulicy Targowej 13 funkcjonuje Miejskie Przedszkole nr 84 w Katowicach. Działa w nim pięć grup przedszkolnych. Na Targowisku mieści się też sklep sieci Społem Katowice (ul. gen. Z. Waltera-Jankego 122). Wierni rzymskokatoliccy z osiedla Targowisko przynależą do dwóch parafii: Najświętszego Serca Pana Jezusa i świętego Jana Bosko w Piotrowicach oraz świętego Jacka w Ochojcu.
Przy osiedlu Targowisko znajdują się przystanki autobusowe, do których kursują autobusy na zlecenie ZTM-u. Z przystanku Piotrowice Osiedle, położonego na ulicy gen. Z. Waltera-Jankego, według stanu z lipca 2021 roku kursowało 9 linii autobusowych, w tym jedna nocna, łącząc osiedle Targowisko z innymi dzielnicami Katowic oraz niektórymi miastami Górnośląsko-Zagłębiowskiej Metropolii.